# Эль-Джанудия
Эль-Джанудия (араб. الجانودية‎) — небольшой город на северо-западе Сирии, расположенный на территории мухафазы Идлиб. Входит в состав района Джиср-эш-Шугур. Является административным центром одноимённой нахии.

## Географическое положение
Город находится в западной части мухафазы, западнее реки Эль-Аси, на высоте 554 метров над уровнем моря.

Эль-Джанудия расположена на расстоянии приблизительно 29 километра к западу-юго-западу (WSW) от Идлиба, административного центра провинции и на расстоянии 258 километров к северу от Дамаска, столицы страны.

## Население
По данным официальной переписи 2004 года численность населения города составляла 7774 человек (3931 мужчина и 3843 женщины). Большинство населения составляют арабы-христиане.

## Транспорт
Ближайший гражданский аэропорт расположен в турецком городе Антакья.